# Новини Шумщини
Новини Шумщини — газета, громадсько-політичний тижневик. Реєстраційне свідоцтво Тр №639-239 ПР. Виходить з 1991 року.
Засновник: ТОВ «Інформаційний центр «Новини Шумщини».

## Відомості
Виходила під назвами «Ленінська правда» (1945—1991), «Новини Шумщини» (від 1991).

### Наклад
- 2005 — 3400
- 2018 — 3930[1].

## Редактори
- Галина Киричук (1992—?)
- Алла Омельчук (від — ?).